# Халаф, Хеврин
Хеврин Халаф (курд. Hevrîn Xelef; 15 ноября 1984 — 12 октября 2019) — курдско-сирийская общественная и политическая деятельница, исполнявшая обязанности генерального секретаря Партии будущего Сирии. Инженер-строитель по профессии. Была убита протурецкими боевиками Ахрар аш-Шаркия на автомагистрали М4 в Северной Сирии во время военной операции Турции против Сирийских демократических сил в Рожаве 12 октября 2019 года.

## Биография
Халаф родилась 15 ноября 1984 года в Аль-Маликии. Является потомком рода Хавар (араб. هاوار‎). В курдском освободительном движении участвовали четверо её братьев и погибшая сестра, считающаяся мученицей движения. Халаф окончила факультет гражданского строительства в Университете Алеппо в 2009 году.

## Деятельность в Рожаве
Получив диплом инженера-строителя, Халаф вернулась в свой родной город в Аль-Маликии. Когда в контексте общенациональной гражданской войны в Сирии разгорелся конфликт в Рожаве, Халаф работала над созданием институтов гражданского общества (была среди основателей Фонда науки и свободы мысли в 2012 году) и возглавила один из экономических советов, приобретя известность в этом самоуправляемом курдском районе на северо-востоке Сирии.
В 2015 году Халаф стала заместительницей председателя, а в 2016 году — сопредседательницей энергетической комиссии в Джазирском регионе. Её Партия будущего Сирии участвовала в управлении северной Сирией после взятия в 2017 году прокурдскими Сирийскими демократическими силами Ракки, служившей столицей группировки «Исламского государства». Халаф принимала участие в переговорах с США, Францией и другими делегациями. Она была известна своими дипломатическими навыками. Халаф работала в направлении повышения терпимости и единства между христианами, арабами и курдами.

## Убийство
13 октября 2019 года газета The Daily Telegraph передала сообщение курдских чиновников о том, что боевики перехватили автомобиль с Хеврин Халаф. Она стала одной из многих гражданских, убитых в первые дни проводимой Турцией с 9 октября 2019 года военной операции. Сирийский центр мониторинга за соблюдением прав человека сообщил о девяти мирных жителях, казнённых к югу от города Таль-Абьяд. Однако Сирийская национальная армия — повстанческая группировка местной оппозиции, сражающаяся на стороне Турции — отвергала свою ответственность за убийство.
Согласно отчету о вскрытии, Халаф избили по голове и левой ноге тяжёлым предметом, что привело к множественным переломам. Её ноги затем поранили острыми предметами, а её саму протащили за волосы, вновь ранили в голову и еще четыре раза в грудь. Халаф было 34 года на момент гибели. Распространявшееся в социальных сетях видео, как утверждается, демонстрировало изрешеченную пулями машину, в которой ехали Халаф с переводчиками.
Курдский аналитик Мутлу Чивироглу в комментарии The Guardian назвал смерть Халаф «большой утратой», отмечая её «талант к дипломатии». Её партия опубликовала заявление, в котором говорится: «Партия будущего Сирии с величайшей обидой и печалью оплакивает мученическую гибель инженера Хеврин Халаф, генерального секретаря ПБС, исполнявшей свои патриотические и политические обязанности». Турецкая проправительственная газета Yeni Şafak приветствовала убийство Халаф как «успешную операцию по нейтрализации» политического лидера, связанного с курдским Демократическим союзом Сирии.

## Расследование
Видео «Беллингкат» отслеживает смерть Халаф от рук повстанцев, поддерживаемых Турцией, и указывает на связь с убийством группировки Ахрар аш-Шаркия. Хотя та пыталась отрицать свою причастность, несколько видеозаписей говорили об обратном: на одной из них запечатлено обращённое лицом вниз тело, предположительно принадлежавшее Халаф, и боевик, пинающий его со словами: «Это трупы свиней».
По оценке The Washington Post, убийство «по международному праву почти наверняка представляет собой военное преступление».
Похороны Халаф состоялись в Аль-Маликии 14 октября 2019 года.
В январе 2020 года арабская служба BBC опубликовала своё расследование смерти Хеврин Халаф, в результате которого подтвердилось, что её безнаказанно убило подразделение турецких прокси из Сирийской национальной армии, Ахрар аль-Шаркия. Те, в свою очередь, заявили, будто группа, установившая КПП на трассе, сделала это без разрешения, а «те, кто нарушили приказы руководства, были отправлены в суд».